# Bernhard Friedrich Ferdinand Carl von Bülow
Bernhard Friedrich Ferdinand Carl von Bülow, eigentlich Bernhard von Bülow, nicht: Bernhard Vollrath von Bülow (* 11. Juli 1820 in Ludwigslust; † 15. März 1864 in Menton) war ein mecklenburgischer Diplomat und Gesandter beim Bundestag des Deutschen Bundes in Frankfurt am Main.

## Leben
Bernhard von Bülow entstammte dem Haus Zülow des mecklenburgischen Adelsgeschlechts von Bülow. Sein Vater war der mecklenburg-schwerinsche Oberstallmeister Vollrath von Bülow; seine Mutter Louise, geb. von Bülow (1785–1867) war eine Tochter des Oberhofmarschalls Bernhard Joachim von Bülow (1747–1826).
Gemeinsam mit dem späteren Großherzog Friedrich Franz II. studierte er Rechts- und Staatswissenschaften an der Rheinischen Friedrich-Wilhelms-Universität und wurde 1840 Mitglied des Corps Borussia Bonn. Nach dessen Thronbesteigung beendete er sein Studium ab Mai 1842 an der Universität Rostock und rekonstruierte gemeinsam mit 6 weiteren Corpsstudenten das nach 1836 zeitweilig suspendierte Corps Vandalia Rostock. Er trat 1843 in den mecklenburgischen Staatsdienst ein und wurde dem Departement für auswärtige Angelegenheiten zugeordnet. 1850 war er Legationssekretär bei der mecklenburgischen Gesandtschaft beim Bundestag in Frankfurt; im Winter 1850/51 begleitete er den Staatsminister Hans Adolf Karl Graf von Bülow zu den Dresdner Ministerialkonferenzen und fungierte als dessen Stellvertreter. Ab Neujahr 1852 war er Geschäftsträger der mecklenburgischen Großherzogtümer in Berlin und von 1856 bis 1858 Gesandter am kaiserlichen Hof in Wien. Ab 1858 vertrat er beide Mecklenburg beim Bundestag in Frankfurt am Main. Zur gleichen Zeit war sein Vetter Bernhard Ernst von Bülow, der Vater des späteren Reichskanzlers Bernhard von Bülow, Gesandter des Königs von Dänemark für Holstein und Lauenburg. Der heraufziehende Deutsch-Dänische Krieg belastete ihn schwer. Im Januar 1864 erbat er sich nach einer Rippenfellentzündung Urlaub und reiste in den Süden, wo er nach einem Rückfall in Menton bei Nizza starb. Er wurde in Ludwigslust an der Seite seines Vaters begraben.
Am 25. September 1858 heiratete er in der Berliner Matthäuskirche Paula (* 30. September 1833; † 7. Juni 1920), eine geborene Gräfin von Linden und Tochter des Diplomaten Franz a Paula von Linden. Die Trauung nahm Carl Büchsel vor. Nach dem frühen Tod ihres Mannes wurde sie 1868 Oberhofmeisterin in Schwerin. Ihre Erinnerungen erschienen nach ihrem Tod. Das Paar hatte zwei Töchter, Marie-Louise (1859–1935), später verheiratet mit dem Dobbertiner Provisor und Landrat Ernst von Gundlach-Mollenstorf, und Ilsabe (1863–1932), später verwitwete von Ferber, zuletzt verheiratet mit Rittmeister a. D. und Gutsherr Altwig von Arenstorff (1862–1922) auf Zahren bei Penzlin, sowie den Sohn Franz Joseph von Bülow. Als ihr Vormund fungierte Bernhard Ernst von Bülow.